# Alto Mira
Alto Mira (crioll capverdià Altu Mira) és una vila al nord-oest de l'illa de Santo Antão a l'arxipèlag de Cap Verd. Està situada a 27 kilòmetres al sud-oest de Porto Novo. La seva població en 2010 era de 1.003 habitants.
La vila es troba en un petit altiplà que domina la vall propera i l'oceà Atlàntic, la serralada central de l'illa és al sud. L'Huracà Fred va arruïnar les plantacions de pastanagues, carabasses i tomàquets a començaments de setembre de 2015.